# Erik Nyemann
Erik Nyemann (6. april 1922 – 9. august 1944) var en dansk kunstmalerelev, stud.jur., student og modstandsmand.

## Biografi
Realeksamen i 1934 fra Skive Realskole. Student fra Viborg Gymnasium i 1942. Uddannet ved Bizzi Høyers malerskole i København. Medlem af Dansk Samling, Det Danske Spejderkorps og Terrænsportsforeningen i Skive. Tilknyttet det illegale blad Nordisk Front. Deltog sammen med gruppekammeraten Christian Ulrik Hansen og SOE-agenten Christian Michael Rottbøll i en modtagelse af faldskærmsfolk i Farsø den 31.7.1942.
Nyemann blev arresteret i sommeren 1943, men løsladt. Omkring nytåret 1943-1944 blev Erik Nyemann og Per Sonne tilknyttet Christian Ulrik Hansens københavnske modstandsgruppe Holger Danske gruppe 4. Den 17. maj 1944 blev Erik Nyemann arresteret sammen med gruppekammeraten Henning Schwartz ved Fuglebakken på Frederiksberg. Nyemann slog en gestapomand ned og forsøgte at flygte, men blev fanget på ny og transporteret til Dagmarhus, forhørt og tortureret. Den 18. og 19. maj 1944 blev resten af gruppen arresteret i København.
Erik blev om natten den 9. august 1944 henrettet ved skydning af Gestapo sammen med 10 andre fanger fra Shellhuset i København – seks mænd fra modstandsgruppen BOPA og fem fra gruppen Holger Danske. De var angiveligt på vej til Frøslevlejren på en lastbil, der standsede ved Rorup nær Osted mellem Roskilde og Ringsted. Iført håndjern blev alle 11 bedt om at træde af på "naturens vegne", hvorefter de blev skudt af Gestapo, angiveligt under et flugtforsøg. Nedskydningen er kendt som "Massakren ved Osted". Efter massakren blev ligene læsset på vognen igen, og kørt tilbage til Shellhuset, hvor de lå i kælderen inden de blev begravet i Ryvangen.

## Efter hans død
Mordene gav anledning til en 24 timers proteststrejke, der blev effektiv i København og i en lang række provinsbyer.
Den 5. juli 1945 blev hans jordiske rester i Ryvangen opgravet, og ført til Retsmedicinsk Institut, og blev 29. august samme år genbegravet i Mindelunden i Ryvangen.
Erik Nyemann er også mindet på Viborg Katedralskole, hvorfra han blev student. Her hædres også hans gamle ven, modstandsmanden Christian Ulrik Hansen med flere.